# Operazione Alarico
Operazione Alarico (in tedesco Unternehmen Alarich) era il nome in codice di un piano elaborato dalla Wehrmacht della Germania nazista mirante a prendere il controllo del territorio del Regno d'Italia, in caso di una improvvisa uscita dell'Italia dallo schieramento delle Potenze dell'Asse durante la seconda guerra mondiale. Il nome "Alarico" venne scelto come riferimento al re visigoto Alarico I, che saccheggiò Roma nel 410.
Elaborato già nel maggio 1943, il piano fu poi espanso nelle intenzioni ed attuato nel settembre 1943 come operazione Achse.

## Storia
L'ordine relativo alla preparazione dell'operazione fu impartito personalmente da Adolf Hitler all'Oberkommando der Wehrmacht nel maggio 1943, visto il declinare delle fortune dell'Asse nel teatro del Mediterraneo a seguito della resa delle forze italo-tedesche in Tunisia.
Prevenendo le conseguenze di una improvvisa uscita dell'Italia dal conflitto con il seguente sbarco delle forze degli Alleati nella penisola italiana, il piano puntava a creare un forte caposaldo tedesco nell'Italia settentrionale all'interno del quale le unità della Wehrmacht schierate nell'Italia meridionale si sarebbero ritirate, attestandosi a difesa avanzata del confine sud della Germania nazista. Il piano doveva essere portato a termine da un contingente di sei o sette divisioni tedesche richiamate dal fronte orientale, rinforzate poi a seconda delle circostanze da altre tredici o quattordici divisioni provenienti dalla Francia e da altre regioni; questo contingente sarebbe stato coordinato da un gruppo d'armate con quartier generale situato a Monaco di Baviera.
A seguito della deposizione di Mussolini il 25 luglio 1943, i tedeschi diedero avvio alle prime manovre preliminari previste dal piano "Alarico": il feldmaresciallo Erwin Rommel fu richiamato dal fronte dei Balcani e messo al comando del nuovo Gruppo d'armate B con sede a Monaco di Baviera, mentre il II SS-Panzerkorps veniva richiamato dal fronte russo per essere inviato in Italia e varie divisioni tedesche provenienti dalla Francia e dalla Germania iniziavano ad affluire attraverso la frontiera delle Alpi. Il piano prevedeva anche la liberazione di Mussolini dalla prigionia ad opera dei paracadutisti del generale Kurt Student (la futura Operazione Quercia) e la cattura dei governanti italiani a Roma (Operazione Student, poi ribattezzata Operazione Schwartz).
Il 28 luglio 1943 il piano originario di "Alarico" fu abbandonato in favore di un'operazione molto più ampia, comprendente l'assunzione del controllo di tutte le frontiere terrestri dell'Italia e dei porti di Genova, La Spezia, Livorno, Trieste, Fiume e Pola con le unità navali della Regia Marina qui ancorate, l'occupazione dei territori presidiati dall'Italia nella Francia meridionale e nei Balcani, l'evacuazione delle forze tedesche da Sardegna e Corsica, il ripiegamento della 10. Armee dall'Italia meridionale alla regione attorno a Roma e infine lo stabilirsi di una posizione difensiva da parte del Gruppo d'armate B lungo la linea che andava dall'isola d'Elba a Civitanova Marche. Il nuovo piano, denominato Operazione Achse, fu quindi attuato all'indomani del proclama Badoglio dell'8 settembre 1943.